# 오다큐사가미하라역
오다큐사가미하라역(일본어: 小田急相模原駅)은 일본 가나가와현 사가미하라시 미나미구에 위치한 오다큐 전철의 역이다. 역 번호는 OH 29이다.

## 역사
- 1938년 3월 1일: 사가미하라역으로 영업 개시. "직통"과 급행 정차역이 됨. 또한, 각역 정차는 신주쿠 ~ 이나다노보리토역(현, 무코가오카유엔역) 구간만 운행하고 있었음.
- 1941년 4월 5일: 요코하마선 사가미하라역의 개통에 따라, 오다큐사가미하라역으로 역명 변경.
- 1944년 11월: 전황의 악화로 인한 급행 운행이 중단됨.
- 1945년 6월: 과거에 신주쿠 ~ 이나다노보리토역 구간만을 운행하던 각역 정차가 전 노선에서 운행하게 되어 각역정차의 정차역이 됨과 동시에 "직통"은 폐지됨.
- 1946년 10월 1일: 준급이 설정되어 정차역이 됨.
- 1960년 3월 25일: 통근준급이 설정되어 정차역이 됨.
- 2004년 12월 11일: 쾌속급행, 구간준급이 설정되어 정차역이 되고 쇼난급행은 폐지됨.
- 2006년 2월 16일: 로망스카 7000형 LSE가 당역 통과 중, 승강장에서 남성이 투신을 도모하여 전망석 앞 유리 대파로 승객 9명 부상. 17일부터 23일까지 모든 로맨스 카의 전망 자리 사용 정지.
- 2012년 7월 17일: 행선지 안내기가 신설되어 사용 개시.

## 역 구조
상대식 승강장 2면 2선의 지상역이다. 교상 역사를 갖는 플랫폼 층에는 엘리베이터, 에스컬레이터가 설비되어 있다.
각 플랫폼에 엘리베이터 설치 공사가 진행되어 2007년 2월 24일에 상행, 하행 승강장, 남쪽 출입구의 엘리베이터가 사용 개시되었다. 동년 7월 14일에 공식에서 북쪽 출입구 통로가 폐쇄되고 새로운 북쪽 출입구에 통로가 개통했다.

### 타는 곳
| 번호 | 노선       | 방향 | 방면                             |
| ---- | ---------- | ---- | -------------------------------- |
| 1    | 오다와라선 | 하행 | 오다와라·하코네유모토 방면       |
| 2    | 오다와라선 | 상행 | 사가미오노·신주쿠· 지요다선 방면 |

## 역 주변
역 서쪽에 건널목이 있고 그 다음은 자마시이다. 역 북쪽에는 현도 마치다아쓰기선(통칭 행행(行幸)도로)이 지나가고 국립 병원 기구 사가미하라 병원 방면으로 향하는 상점가가 형성되어 있다. 이전에는 북쪽 출입구에도 대형 상업 점포가 있었지만 철수했다. 남쪽 출입구 부근에는 마쓰가에초 부근에 상점들이 펼쳐져 있다. 1960년대부터 쓰루가오카 단지 등의 개발이 시작된 1970년대에 최고조를 맞이하여 사가미하라시·자마시 지역에 광범위한 주택지가 형성되어 현재에 이른다. 또한, 역 북쪽 출입구는 재개발이 시행되고 2005년 3월 24일에는 북쪽 출입구 앞 로터리가 폐쇄되고 동쪽에 가설된 역 광장과 로터리가 이전되었다.
북쪽 출입구의 옛 광장에는 지하 4층 ~ 지상 20층(1 ~ 3층 상업 시설, 4층에는 사가미하라 시의 문화 시설, 5층 이상 주거)의 재개발 빌딩인 "라크 알 오다사가"가 건설되고 2007년 12월 2일에 개업했다.

### 북쪽
- 라크 알 오다사가
- Odakyu OX 사가미하라점
- 교타루
- 도토루 커피 숍 오다큐사가미하라점
- 선 루즈
- 마쓰모토기요시
- 맥도날드 오다큐사가미하라점
- 미스터도넛
- 코코스 오다큐사가미하라점
- 차이나 다이닝
- 히로후미도 서점 오다큐사가미하라점
- 자마 우체국
  - 유초 은행 자마점
- 사가미다이 우체국
- 사가미하라시청 사가미다이 출장소
- 미군 사가미하라 주택
- 국립 병원 기구 사가미하라 병원
- 미쓰이스미토모 은행 사가미하라 지점
- 요코하마 은행 사가미다이 지점

### 남쪽
- 미즈호 은행 오다큐사가미하라 지점
- 가나가와 은행 사가미다이 지점
- 액트 미나미구치 1초메 상점가
- 사가미긴자 상가 조합
- 이토 요카도 사가미하라점
- 요네야마 여관
- 도카이 대학 부속 사가미 고등학교·중등부
- 사가미하라 마쓰가에 우체국
- 사가미다이 병원
- 훼미리마트 사가미하라미나미점
- 쓰리에프 오다큐 사가미하라점
- 로손 스토어 100 오다큐 사가미하라점

## 사진

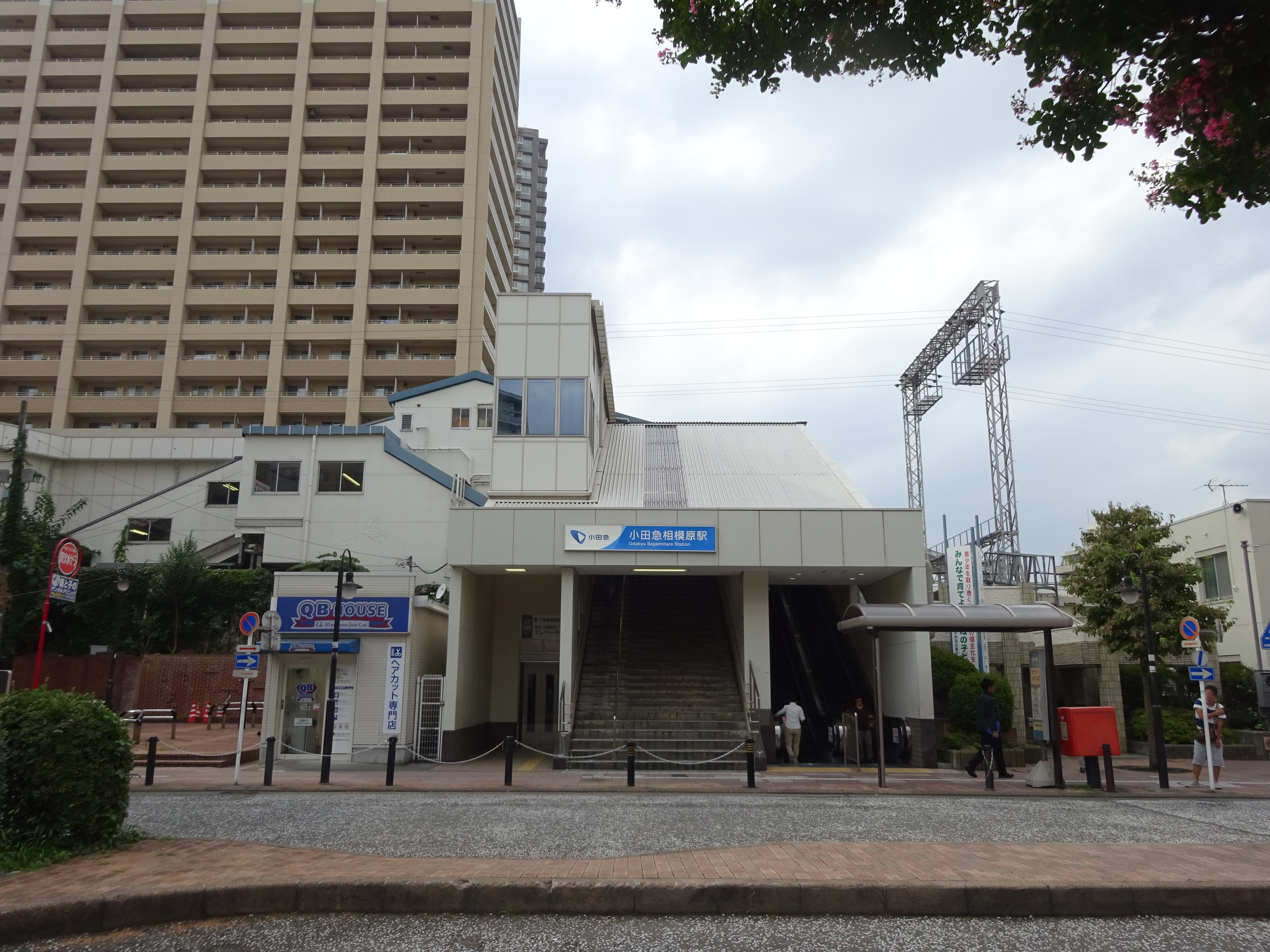
남쪽 출입구
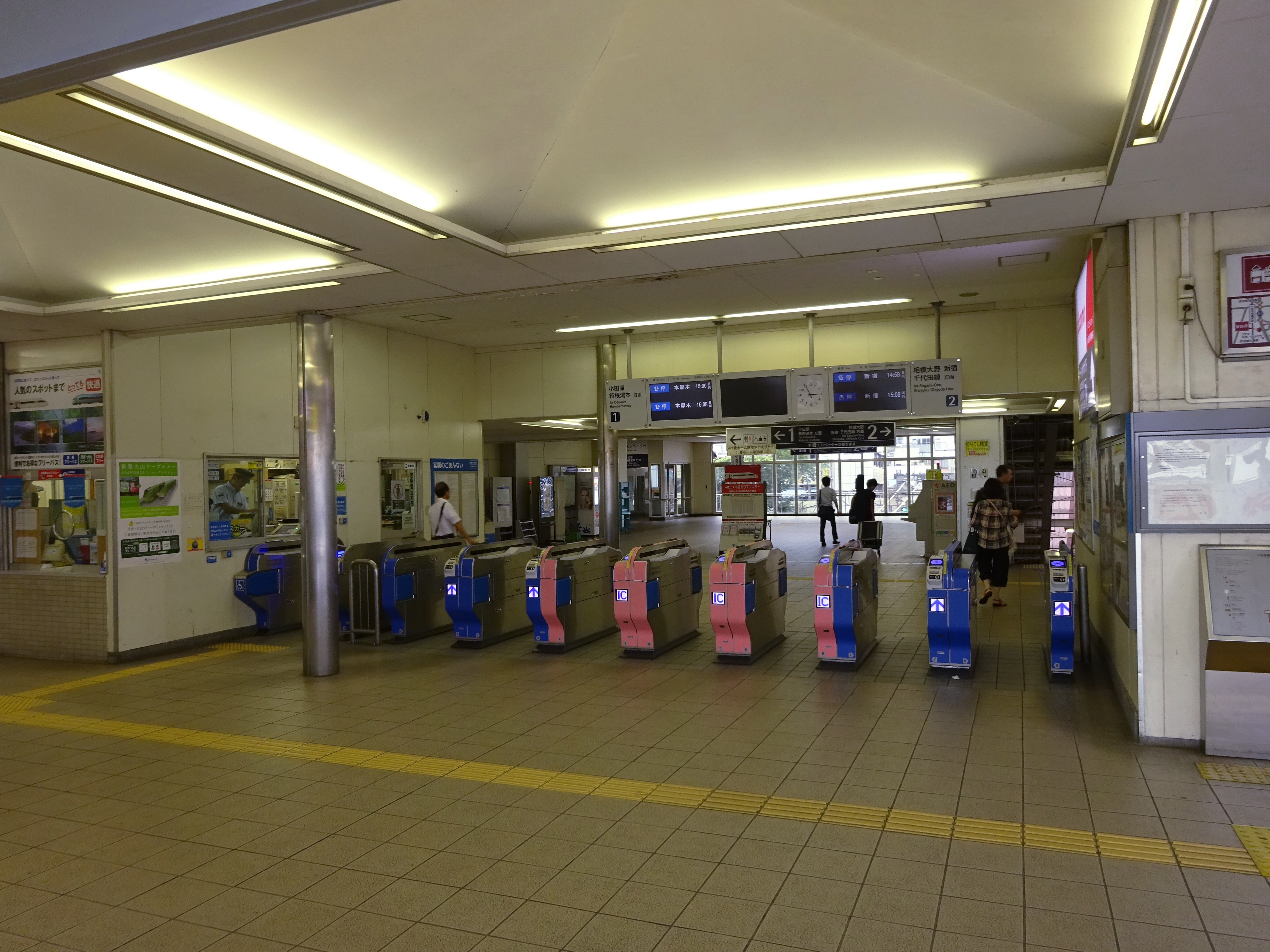
개찰구
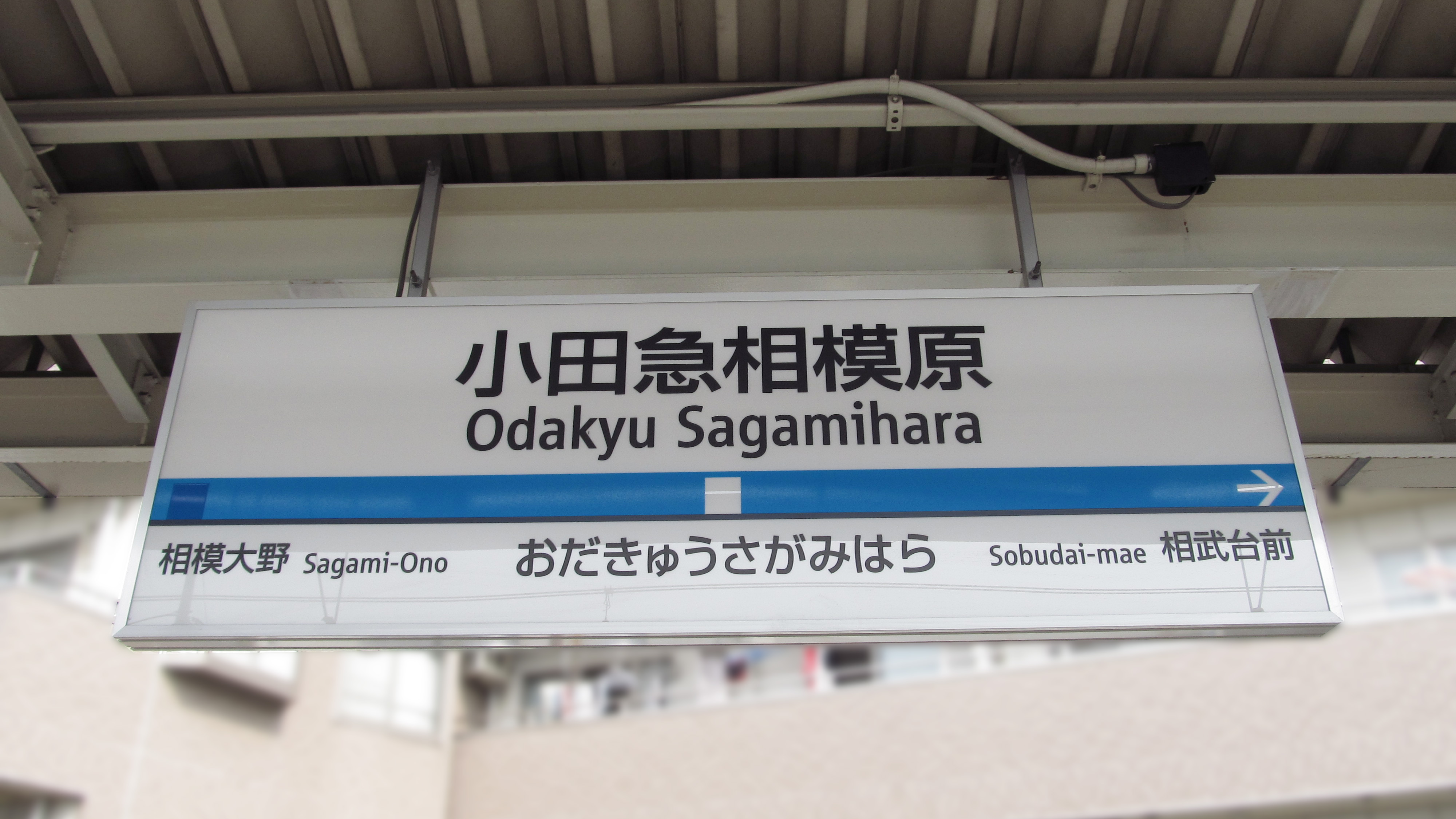
역명판

## 인접역
| 오다큐 전철 오다와라 선      | 오다큐 전철 오다와라 선 | 오다큐 전철 오다와라 선             |
| ---------------------------- | ----------------------- | ----------------------------------- |
| (무정차통과)                 | ■ 쾌속급행 ■ 급행       | (무정차통과)                        |
| OH 28 사가미오노 아야세 방면 | □ 통근준급              | 소부다이마에 OH 30 (하행 열차 없음) |
| OH 28 사가미오노 아야세 방면 | ■ 준급                  | 소부다이마에 OH 30 오다와라 방면    |
| OH 28 사가미오노 신주쿠 방면 | ■ 각역정차              | 소부다이마에 OH 30 오다와라 방면    |